# Серецень (комуна, Муреш)
Серецень, Серецені (рум. Sărățeni) — комуна у повіті Муреш в Румунії. До складу комуни входить єдине село Серецень.
Комуна розташована на відстані 250 км на північ від Бухареста, 34 км на схід від Тиргу-Муреша, 110 км на схід від Клуж-Напоки, 110 км на північний захід від Брашова.

## Населення
У 2009 році у комуні проживали 2269 осіб.

## Зовнішні посилання
- Дані про комуну Серецень на сайті Ghidul Primăriilor